# Куанкур
Куанку́р (фр. Coincourt) — коммуна во французском департаменте Мёрт и Мозель региона Лотарингия. Относится к  кантону Арракур.	

## География
Куанкур	расположен в 32 км к востоку от Нанси. Соседние коммуны: Безанж-ла-Петит на севере, Монкур на северо-востоке, Ксюр на юго-востоке, Муакур и Парруа на юге, Бюр на западе, Решикур-ла-Петит на северо-западе.

## История
- На территории коммуны находятся следы галло-романской культуры и эпохи Меровингов.
- До 1870 года Куанкур входил в кантон Вик-сюр-Сей департамента Мозель. Однако, после Франкфуртского мира, когда многие коммуны кантона отошли к Германии, он вошёл во вновь образованный кантон Арракур из 8 коммун, оставшихся по договору за Францией.
- Коммуна сильно пострадала во время Первой мировой войны в 1914 году.

## Демография
Население коммуны на 2010 год составляло 157 человек.
| 1962 | 1968 | 1975 | 1982 | 1990 | 1999 | 2010 |
| ---- | ---- | ---- | ---- | ---- | ---- | ---- |
| 188  | 177  | 152  | 135  | 118  | 114  | 157  |

## Достопримечательности
- Церковь Сен-Дье, XV века, частично перестроена после 1918 года.